# Musée d'ethnographie et d'artisanat de Lviv
Le musée d'ethnographie et d'artisanat de Lviv (en ukrainien : Музей етнографії та художнього промислу) est un musée de Lviv en Ukraine, consacré à la culture ukrainienne. C'est une institution de l'Institut d'ethnologie de l'Académie nationale des sciences d'Ukraine.

## Histoire
Créé en 1951 sur la base de la branche locale de l'académie des sciences de la République socialiste d'Ukraine, le bâtiment construit en 1891 est inscrit au Registre national des monuments d'Ukraine et hébergeait le musée local d'ethnographie et se trouve au 24 de la rue Svoboda.

## Collections

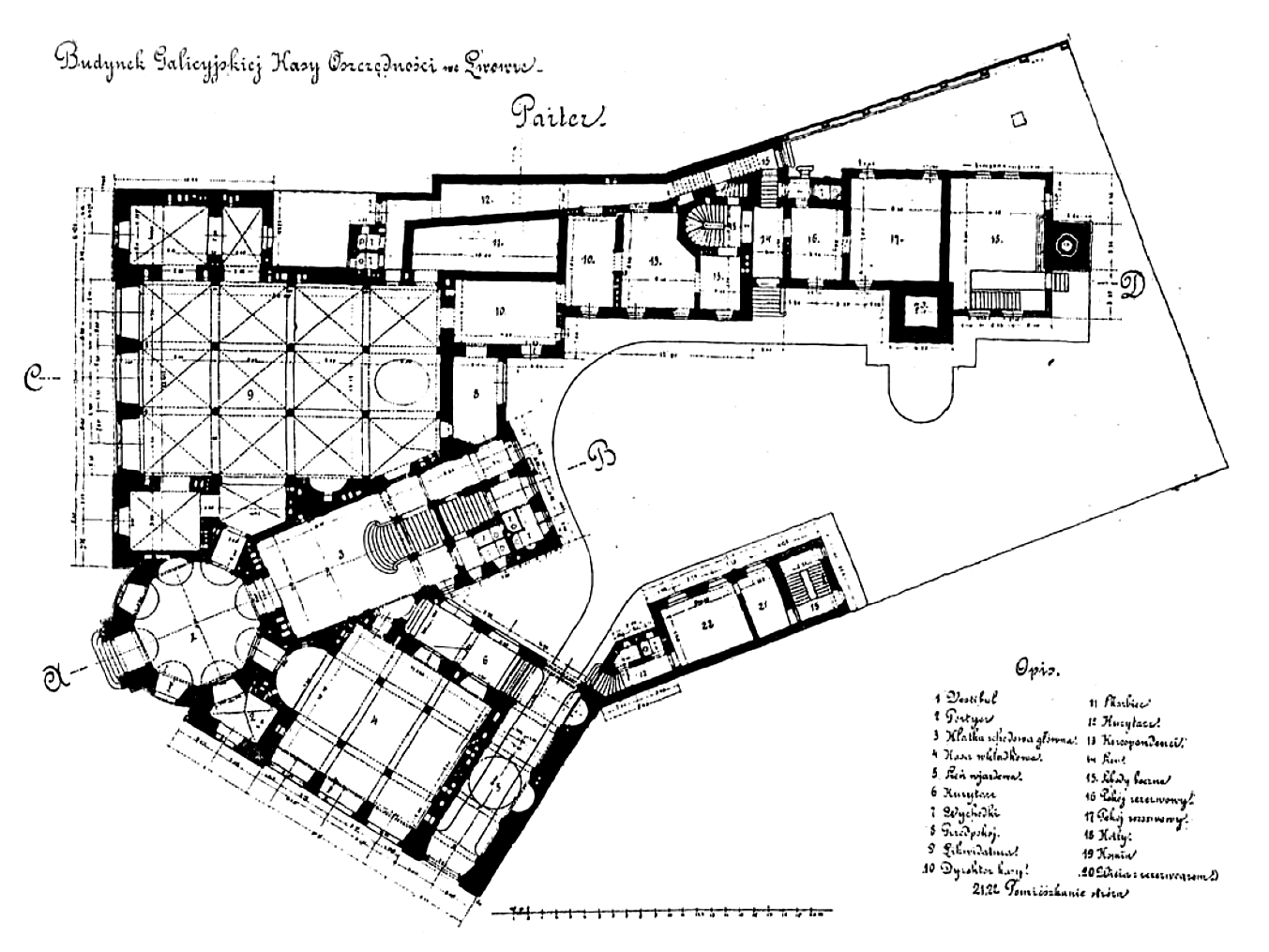
Plan des salles.